# Steve Zissis
Steve Zissis (en griego: Στηβ Ζήσης; nacido el 17 de diciembre de 1975) es un actor, escritor y productor estadounidense. Amigo de Jay y Mark Duplass desde hace mucho tiempo, ha aparecido y coproducido algunas de sus producciones, incluidas las películas Baghead (2008), Cyrus (2010), The Do-Deca-Pentathlon (2012) y la serie de televisión Togetherness ( 2015–2016). También ha aparecido en otras películas y programas de televisión, incluida la película Her del 2013.

## Primeros años
Zissis nació el 17 de diciembre de 1975 en Nueva Orleans, Luisiana. Es de ascendencia griega. Asistió a la escuela secundaria jesuita para hombres. Entre sus compañeros de escuela estaban Mark Duplass y Jay Duplass; conocía a ambos, aunque conocía mejor a Mark, que estaba un año por debajo de él, que a Jay, que estaba tres años por encima de él. A Zissis le gustaba mucho la música y el teatro musical.

## Carrera
Zissis hizo su debut cinematográfico en el cortometraje Climbing Out (2002). Luego protagonizó The Intervention, un cortometraje dirigido por Jay Duplass y escrito por Mark Duplass. Zissis luego apareció en el cortometraje Momma's Boy. En 2008, Zissis tuvo el papel principal en la película Baghead, escrita y dirigida por Mark Duplass y Jay Duplass, que tuvo su estreno mundial en el Festival de Cine de Sundance el 22 de enero de 2008. En el festival fue adquirida por Sony Pictures Classics y fue estrenada el 13 de julio de 2008. Ese mismo año, Zissis apareció en el cortometraje Loveolution, e hizo su debut televisivo en The Office.
En 2009, Zissis apareció en The Overbook Brothers, que tuvo su estreno mundial en South by Southwest. Ese mismo año, Zissis apareció en Sunday Morning, The League, y Prototype. En 2010, Zissis apareció en Cyrus. Zissis apareció en dos episodios de Parks and Recreation. Ese mismo año Zissis escribió, dirigió, produjo y montó el cortometraje Kleshnov. En 2011, Zissis apareció en Jeff, Who Lives at Home, escrita por Mark Duplass y Jay Duplass. La película tuvo su estreno mundial en el Festival Internacional de Cine de Toronto el 14 de septiembre de 2011.
En 2012, Zissis protagonizó el papel principal de The Do-Deca-Pentathlon, que también fue escrita por Mark y Jay Duplass, quienes también dirigieron la película, que se estrenó en South by Southwest en marzo de 2012. La película se estrenó el 26 de junio de 2012 a través de video bajo demanda antes de un estreno limitado el 26 de junio de 2012. En 2013, Zissis interpretó el papel de Milo en Bad Milo, que se estrenó en South by Southwest en marzo de 2013 y se estrenó en agosto de 2013. Ese mismo año, también apareció en Her de Spike Jonze.
Junto con los hermanos Duplass, Zissis creó la serie de televisión de HBO Togetherness; Zissis también protagonizó la serie como el mejor amigo del personaje de Mark Duplass. La serie se estrenó el 11 de enero de 2015, y duró dos temporadas.

## Filmografía

### Películas
| Año  | Título                   | Papel                                          | Notas                                                            |
| ---- | ------------------------ | ---------------------------------------------- | ---------------------------------------------------------------- |
| 2002 | Climbing Out             | Bryant                                         | Cortometraje                                                     |
| 2005 | The Intervention         | Steve                                          | Cortometraje                                                     |
| 2006 | Momma's Boy              | George                                         | Cortometraje                                                     |
| 2008 | Baghead                  | Chad                                           |                                                                  |
| 2008 | Loveolution              | Daddy                                          | Cortometraje                                                     |
| 2009 | The Overbook Brothers    | George                                         |                                                                  |
| 2009 | Prototype                | Irvin Marquand                                 |                                                                  |
| 2010 | Cyrus                    | Rusty                                          |                                                                  |
| 2010 | Kleshnov                 | Kleshnov                                       | Cortometraje; también codirector, coescritor, productor y editor |
| 2011 | Jeff, Who Lives at Home  | Steve                                          |                                                                  |
| 2012 | The Do-Deca-Pentathlon   | Mark                                           |                                                                  |
| 2013 | Bad Milo                 | Milo (voz)                                     |                                                                  |
| 2013 | Her                      | New Sweet Boyfriend of Mother Who Dated Pricks |                                                                  |
| 2016 | Another Evil             | Dan                                            |                                                                  |
| 2017 | The House                | Carl Shackler                                  |                                                                  |
| 2018 | El candidato             | Tom Fiedler                                    |                                                                  |
| 2019 | Feliz día de tu muerte 2 | Dean Bronson                                   |                                                                  |
| 2020 | Bad Hair                 | Baxter Tannen                                  |                                                                  |
| 2021 | Bliss                    | Bjorn                                          |                                                                  |
| 2021 | Cruella                  |                                                | Historia                                                         |
| 2023 | Haunted Mansion          | Roger                                          |                                                                  |

### Televisión
| Año       | Título               | Papel                            | Notas                                                               |
| --------- | -------------------- | -------------------------------- | ------------------------------------------------------------------- |
| 2008      | The Office           | Cliente de Dwight ignorado (voz) | Episodio: "Customer Survey"                                         |
| 2009      | Sunday Morning       | The Manager                      | Película de televisión                                              |
| 2009      | The League           | Craig                            | Episodio: "The Usual Bet"                                           |
| 2009–2010 | Parks and Recreation | Gray / Michael                   | 2 episodios                                                         |
| 2012      | Private Practice     | Todd Reiter                      | Episodio: "You Don't Know What You've Got Til It's Gone"            |
| 2013      | Arrested Development | Chuck The Canadian               | Episodio: "A New Start"                                             |
| 2014      | Trophy Wife          | Clerk                            | Episodio: "The Wedding: Part One"                                   |
| 2015–2016 | Togetherness         | Alex Pappas                      | Protagonista, 16 episodios; también cocreador y productor consultor |
| 2016      | Animals.             | Husband (voz)                    | Episodio: "Rats"                                                    |
| 2017      | I'm Sorry            | Sandy / Shorts Neighbor          | Recurrente, 5 episodios                                             |
| 2018      | The Guest Book       | Mike                             | Episodio: "Two Steps Forward, One Step Back"                        |
| 2018–2019 | Single Parents       | Mark Rush                        | Recurrente, 4 episodios                                             |
| 2020      | The Comey Rule       | Jim Baker                        | Protagonista, 2 episodes                                            |